# Sidi Brahim (vino)

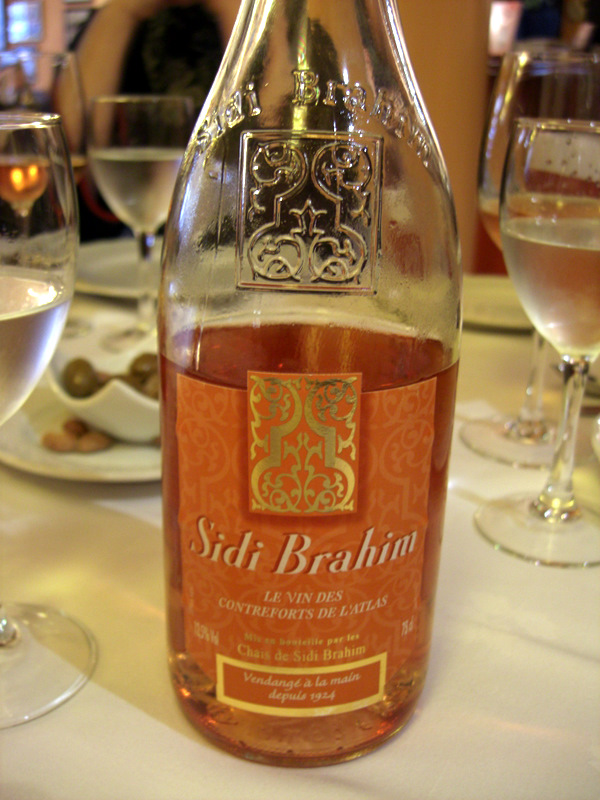
Un Sidi Brahim rosado

Sidi Brahim es una gama de vinos de marca producidos en las montañas del Atlas, primero en Argelia, luego en Marruecos y ahora en Túnez. Los vinos se mezclan y se embotellan o se envasan en Francia y se venden principalmente allí. Ha sido el segundo vino extranjero más vendido en Francia, detrás de Boulaouane (también una marca Castel), a partir de 2005. El volumen de producción es de alrededor de tres millones de botellas anualmente. El vino lleva el nombre de la batalla de Sidi-Brahim (1845).
La composición de uva de Sidi Brahim y la gama de vinos ofrecidos ha variado a lo largo de los años, pero en 2010 la composición se indica de la siguiente manera:
- Vino rojo: Cabernet Sauvignon (50%), Syrah (30%), y Merlot (20%).
- Vino rosado : Cinsault (40%) y Grenache gris (60%).[3]
- Vino blanco: Chardonnay (100%).[4] La mezcla del vino tinto ha incluido anteriormente variedades tradicionales cultivadas en el norte de África como Alicante, Aramon, Carignan, Cinsault y Grenache. La composición actual es más "Nuevo Mundo"